# Venceslao di Płock
Venceslao di Płock (in polacco Wacław płocki) (1293 circa – 23 marzo 1336) fu duca di Płock dal 1313 alla sua morte.
Membro della dinastia dei Piast, nacque intorno al 1293 ed esercito le sue funzioni in veste di duca in maniera autonoma fino al 1329, anno in cui i suoi possedimenti vennero assoggettati dalla Boemia; da quel momento in poi, pur preservando la carica, esercitò il potere in veste di vassallo.

## Biografia

### Duca di Płock

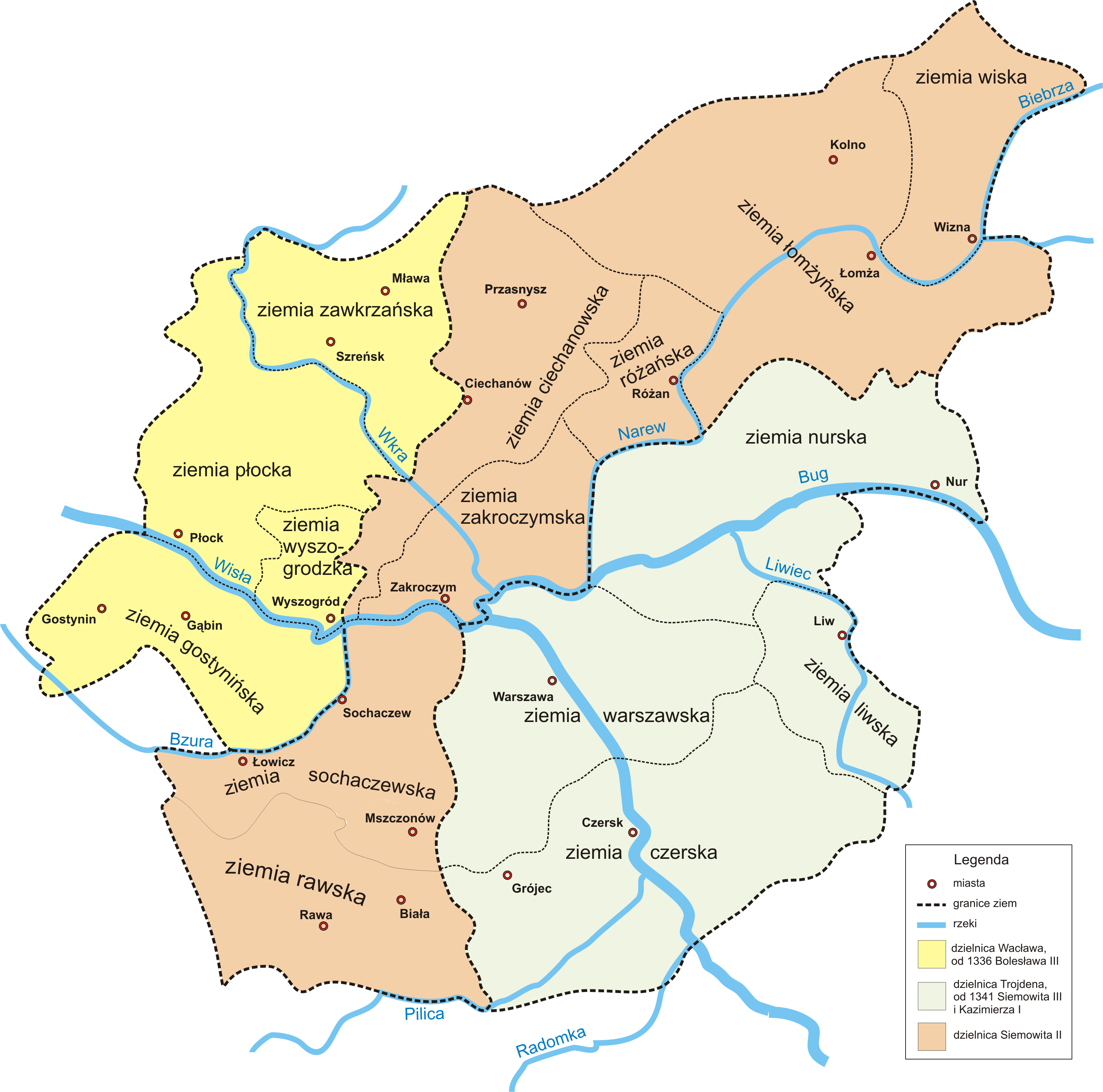
Divisione territoriale della Masovia tra 1313 e 1345

Venceslao di Płock era il figlio minore di Boleslao II di Masovia e della sua seconda moglie Cunegunda, sorella di Venceslao II di Boemia. A differenza dei suoi fratelli maggiori, ottenne il ducato solo alla morte del padre, nel 1313.

### Politica di neutralità
All'inizio del suo mandato, il duca di Płock cercò di perseguire una politica di buon vicinato con i due potenti vicini, l'Ordine teutonico e la Polonia di Ladislao I il Breve. Così, per non inimicarsi uno dei suoi vicini, evita di testimoniare al processo di Inowrocław, che vide contrapporsi i teutonici alla Polonia in merito ad alcuni territori contesi. Sempre allo scopo di preservare relazioni costruttive, il 14 aprile 1321 firmò a Golub un accordo con i Cavalieri teutonici ai sensi del quale i duchi di Masovia si impegnavano ad opporsi militarmente al passaggio sulle loro terre di eserciti provenienti dalla Lituania che intendessero attaccare l'Ordine. Al contempo, Venceslao si dimostrò pacifico anche con Vilnius, permettendo ai Lituani nel 1323 di condurre una spedizione militare contro il Ducato di Dobrzyń attraverso i suoi possedimenti. Inoltre, sposò Elisabetta, una delle figlie del potente sovrano lituano Gediminas. Fu l'intervento di lei a consentire alla figlia della coppia, Anna, di celebrare nel 1338 le nozze con un principe della Slesia, Enrico V il Ferro (1312/1321-1369). Desideroso di guadagnarsi una sua fama in campo diplomatico, fu grazie a Venceslao che Gediminas e Jurij II di Galizia, nipote del duca di Płock, stabilirono delle relazioni amichevoli.

### Alleato dell'Ordine teutonico
Nel 1325, Venceslao fu costretto ad abbandonare la sua politica di neutralità quando Ladislao il Breve scagliò un attacco a sorpresa al ducato di Płock; i motivi alla base di quest'aggressione restano sconosciuti. Il 2 gennaio 1326, a Brodnica, i duchi della Masovia (Venceslao, Trojden I di Czersk Czersk e Siemovit II di Rawa) conclusero un'alleanza con i Cavalieri teutonici, diretto antagonista della Polonia. Come era inevitabile, un anno dopo scoppiò la guerra tra i teutonici e la Polonia, con Venceslao schierato contro quest'ultima. Ladislao il Breve si vendicò impadronendosi della città di Płock e dandola alle fiamme. Tuttavia, nonostante quest'episodio di distruzione, il sostegno dei teutonici si rivelò fondamentale per riuscire a respingere l'esercito di Ladislao e a garantire a Venceslao la vittoria.

### Vassallo della Boemia
Nel 1329, Venceslao cambiò bruscamente schieramento e si alleò con Ladislao il Breve. Nello stesso anno, i teutonici avevano proclamato una nuova crociata contro i lituani che riscosse l'appoggio di vari comandanti europei, non ultimo Giovanni I di Boemia. In virtù del tradimento di Venceslao e della possibilità di raggiungere il Granducato di Lituania attraverso i suoi domini, un esercito composto da teutonici e boemi invase il ducato di Płock e costrinse Venceslao alla resa. Il 29 marzo 1329 egli fu costretto a rendere omaggio e instaurare un rapporto di vassallaggio a Giovanni di Boemia, candidato tra l'altro in quel frangente al trono polacco.
Dopo diversi anni di regno in veste di vassallo, Venceslao morì il 23 maggio 1336 e, come riferisce il cronista polacco Jan Długosz, fu sepolto nella cattedrale di Płock.

## Discendenza
Dal matrimonio, avvenuto il 6 dicembre 1320 con Elisabetta di Lituania, figlia di Gediminas, ebbe un figlio e una figlia:
- Boleslao III (tra 1322 e 1330-20 agosto 1351)
- Anna (?-16 febbraio 1363), andata in sposa il 6 settembre 1337 a Enrico V di Ferro, duca di Głogów.